# Guerra turco-veneciana (1537-1540)
La Tercera Guerra otomano-veneciana fue una de las numerosas guerras otomano-venecianas de la época.
El emperador otomano Solimán el Magnífico se había enojado por un supuesto tratado firmado entre la República de Venecia y el Imperio de los Habsburgo de Carlos V, en realidad inventado por Andrea Doria tras la batalla de Paxos. Uno de los principales acontecimientos de la guerra fue el asedio fallido de Corfú por los otomanos entre agosto y septiembre de 1537, y la batalla decisiva de Préveza el 28 de septiembre de 1538.
Fue seguido por el cerco de Castelnuovo en 1539.
Se firmó un tratado o "Capitulación" entre Venecia y el Imperio Otomano para terminar la guerra el 2 de octubre de 1540.
Los venecianos cedían las islas de Andros, Naxos, Paros y Santorini. Las fortalezas de Monemvasía y Nauplia, últimas que conservaba en el Peloponeso.
En el período comprendido entre el inicio de la Segunda Guerra Otomano-Veneciana en 1499 y el fin de esta guerra en 1540, el Imperio Otomano hizo avances significativos en el interior de Dalmacia - no ocuparon las ciudades de Venecia, pero tomaron las posesiones croatas del Reino de Hungría entre Skradin y Karin, eliminando esto como una zona de amortiguación entre el territorio otomano y Veneciano. Las economías de las ciudades venecianas en Dalmacia, gravemente afectadas por la ocupación turca de la zona en la guerra anterior, se recuperaron y se mantuvieron estables incluso durante esta guerra.